# John Freeman-Mitford, 1. Baron Redesdale

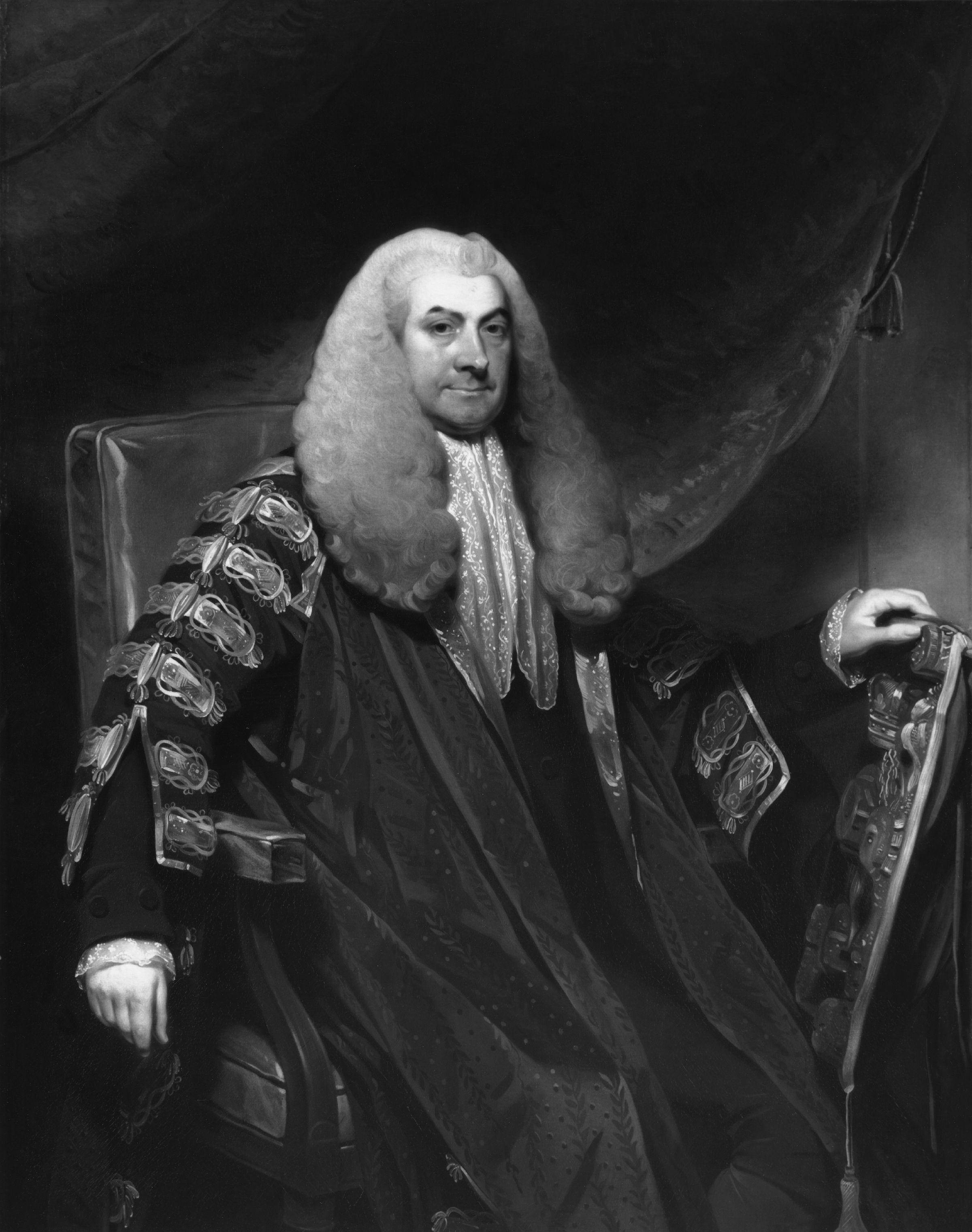
John Freeman-Mitford, 1. Baron Redesdale

John Freeman-Mitford, 1. Baron Redesdale PC KC FRS (geborener Mitford, * 18. August 1748 in London; † 16. Januar 1830) war ein britischer Politiker und Speaker of the House of Commons.

## Herkunft, Ausbildung und juristische Laufbahn
Er war der jüngere Sohn des Barristers John Mitford († 1761) aus dessen Ehe mit Philadelphia Reveley († 1797). Er besuchte die Cheam School in Surrey, begann 1772 eine juristische Ausbildung am Inner Temple und wurde 1777 als Barrister zugelassen.
Sein Werk A Treatise on the Pleadings in Suits in the Court of Chancery by English Bill (1780) fand weite Beachtung und Anerkennung und wurde mehrfach in England und den Vereinigten Staaten wieder aufgelegt.
1789 wurde er Kronanwalt (King’s Counsel). 1793 bis 1799 hatte er das Amt des Solicitor General für England und von 1799 bis 1801 das des Attorney General inne, jeweils als Nachfolger des John Scott, 1. Earl of Eldon. 1793 wurde er als Knight Bachelor geadelt und führte fortan das Prädikat Sir.

## Politische Laufbahn

### Abgeordneter und Kabinettsmitglied
Mit der Protektion seines Verwandten Hugh Percy, 2. Duke of Northumberland, wurde Mitford erstmals im Dezember 1788 ins britische House of Commons gewählt. Dort war er von 1788 bis 1799 Abgeordneter für das Borough Berealston in Devon und von 1799 bis 1802 das Borough East Looe in Cornwall. 1791 legte er einen wichtigen Gesetzentwurf für die Rechte der Römisch-Katholischen Kirche in Großbritannien vor.

### Parlamentssprecher, Lordkanzler Irlands und Mitglied des Oberhauses
Im Februar 1801 wurde er zum ersten Speaker des House of Commons des am 1. Januar 1801 durch die Einbeziehung von Irland neu geschaffenen Vereinigten Königreichs Großbritannien und Irland. Im selben Jahr wurde er ins Privy Council aufgenommen.
Ein Jahr später wurde er jedoch Lordkanzler von Irland und damit zugleich Vertreter des britischen Lordkanzlers Earl of Eldon. Nachfolger als Speaker wurde Charles Abbot, 1. Baron Colchester. 1802 wurde er als Baron Redesdale, of Redesdale in the County of Northumberland, auch zum erblichen Peer erhoben. Er wurde dadurch Mitglied des House of Lords und schied aus dem House of Commons aus.
Im Februar 1806 musste er von seinem Amt als Lordkanzler von Irland zurücktreten, nachdem Premierminister William Wyndham Grenville ihn und auch den Earl of Eldon nicht in sein Kabinett berufen hatte. Anders als der Earl of Eldon verzichtete er jedoch im März 1807 auf die Wiederaufnahme seines Amtes im Kabinett des Duke of Portland. Er blieb jedoch ein aktives Mitglied des House of Lords und war auch Fellow der Royal Society (FRS).

## Ehe und Nachkommen

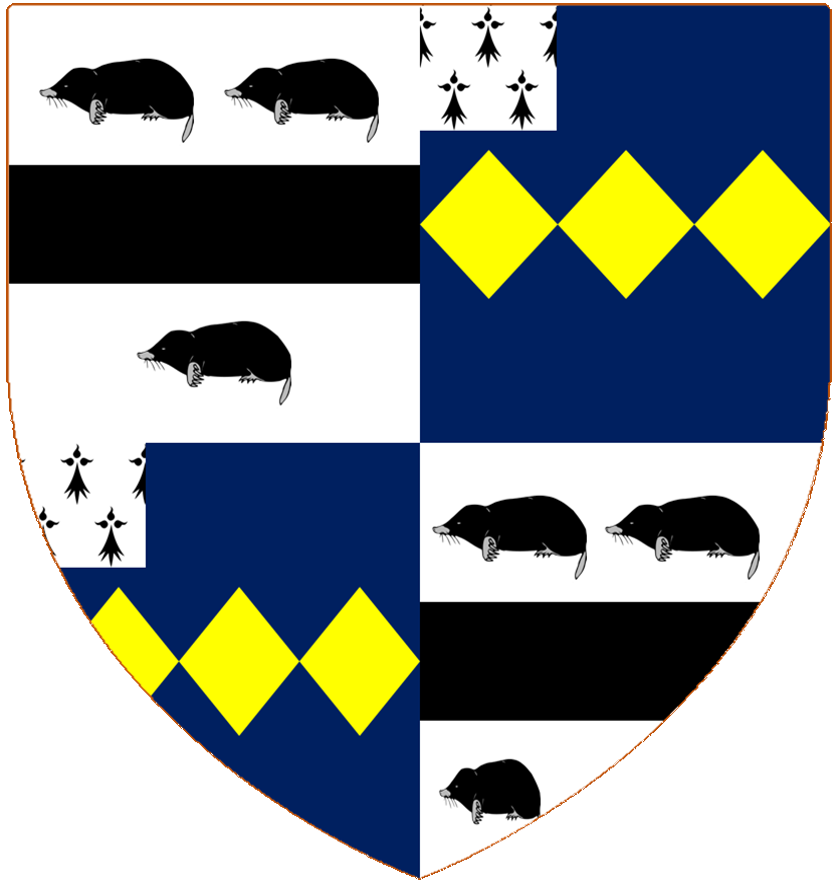
Das 1809 ergänzte Wappen verbindet die der Familien Freeman und Mitford.

Am 6. Juni 1803 heiratete er Lady Frances Perceval († 1817), Tochter des John Perceval, 2. Earl of Egmont. aus dessen zweiter Ehe mit Catherine Compton, 1. Baroness Arden. Mit ihr hatte er zwei Töchter Frances Elizabeth (1804–1866) und Catherine (1807–1811), sowie einen Sohn, John (1805–1886), der 1830 seinen Baronstitel erbte und 1877 zum Earl of Redesdale aufstieg.
Aus dem Recht seiner Gattin erbte Mitford im Februar 1808 von deren Verwandtem Thomas Edwards Freeman dessen Ländereien einschließlich des Anwesens Batsford Park in Gloucestershire. Er ergänzte daraufhin mit königlicher Lizenz am 28. Januar 1809 seinen Familiennamen zu „Freeman-Mitford“ und nahm das Wappen der Familie Freeman in seines auf.